# Václav Tichý
Václav Tichý (3. října 1891 – ???) byl český a československý politik Československé strany národně socialistické a poslanec Prozatímního Národního shromáždění a Ústavodárného Národního shromáždění. Po roce 1948 politicky pronásledován a vězněn komunistickým režimem.

## Biografie
Profesí byl zaměstnancem družstva z Ústí nad Labem.
V letech 1945–1946 byl poslancem Prozatímního Národního shromáždění za národní socialisty. V parlamentu setrval až do parlamentních voleb v roce 1946, pak se stal poslancem Ústavodárného Národního shromáždění za národní socialisty, kde setrval formálně do voleb do Národního shromáždění roku 1948.
Po únorovém převratu v roce 1948 byl politicky pronásledován a vězněn.